# Bro/Knak
Bro/Knak er et studiealbum udgivet i 2012 af den danske jazzguitarist Jakob Bro og electronica produceren Thomas Knak, som også har produceret for blandt andet Björk. Udgivelsen er præmieret af Statens Kunstråd som et værk der udmærkede sig særligt i 2012. Jakob Bro og Thomas Knak modtog for albummet en Danish Music Award for Årets Danske Særudgivelse.

## Trackliste
Bro
1. Northern Blues Variation No.I
2. Color Sample
3. epilog
4. G Major Song
5. Izu
6. Roots
7. Mild
8. Roots Piano Variation
9. Northern Blues Variation No.II

Knak
1. Northern Blues Variation No.II Rebuild No.I
2. Roots Rebuild
3. G Major Song Rebuild
4. Izu Rebuild
5. Color Sample Rebuild
6. Epilog Rebuild
7. Mild Rebuild No.I
8. Mild Rebuild No.II
9. Northern Blues Variation No.II Rebuild No.II

## Line up
- Jakob Bro (elektrisk og akustisk guitar, piano)
- Paul Bley (piano)
- Kenny Wheeler (flugelhorn)
- Bill Frisell (guitar)
- Thomas Morgan (kontrabas)
- David Virelles (piano)
- Oscar Noriega (klarinet)
- Jakob Kullberg (cello)
- Jeff Ballard (trommer)
- Tine Rehling (harpe)
- Københavns Drengekor (vokaler)
- Jonas Westergaard (elektrisk bas)
- Jakob Høyer (trommer)
- Anders Mathiasen (akustisk guitar )
- Pamelia Kurstin (theremin)